# Haus Dacheröden

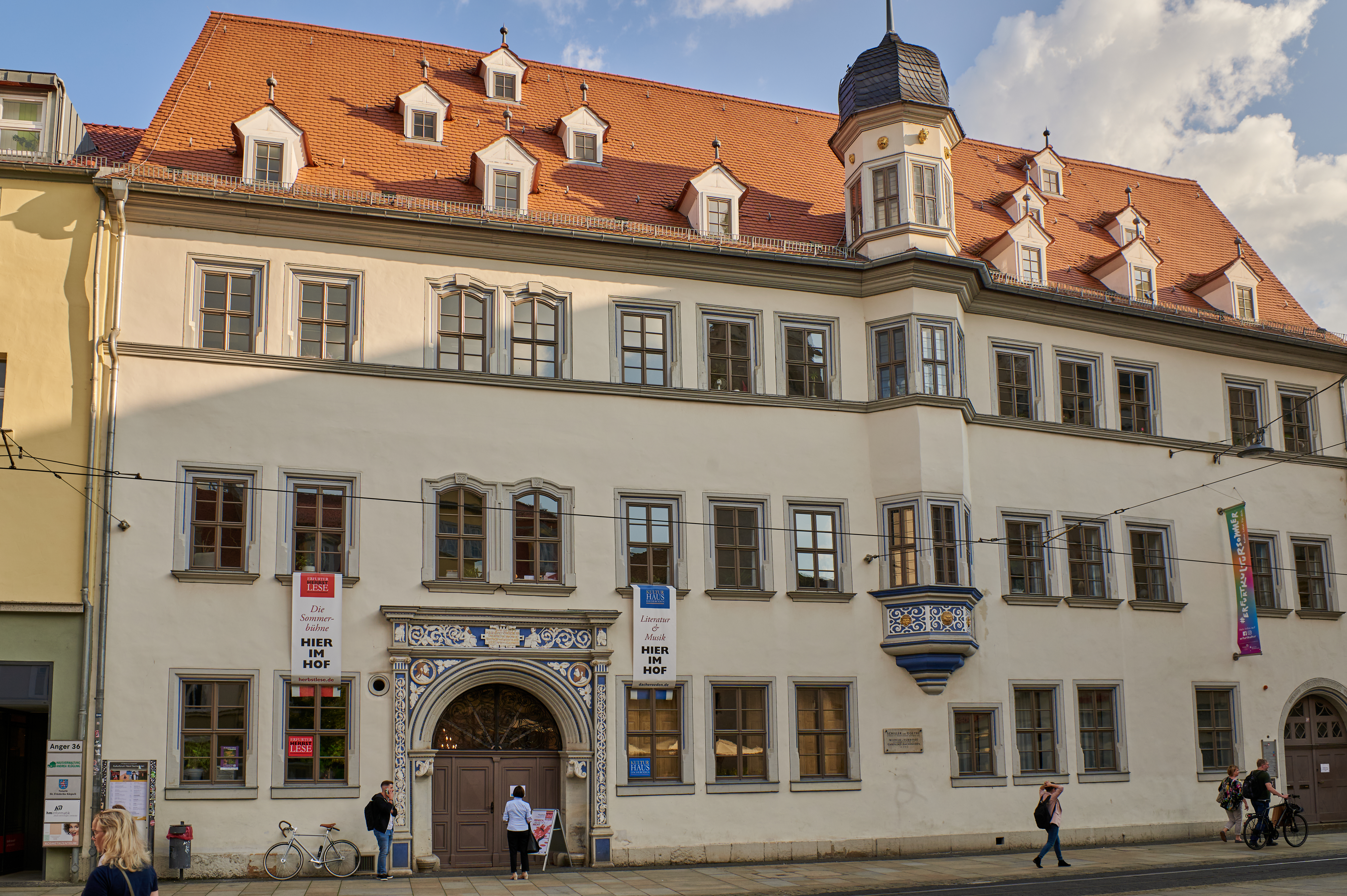
Haus Dacheröden
(bis 1945 Lucius-Haus)

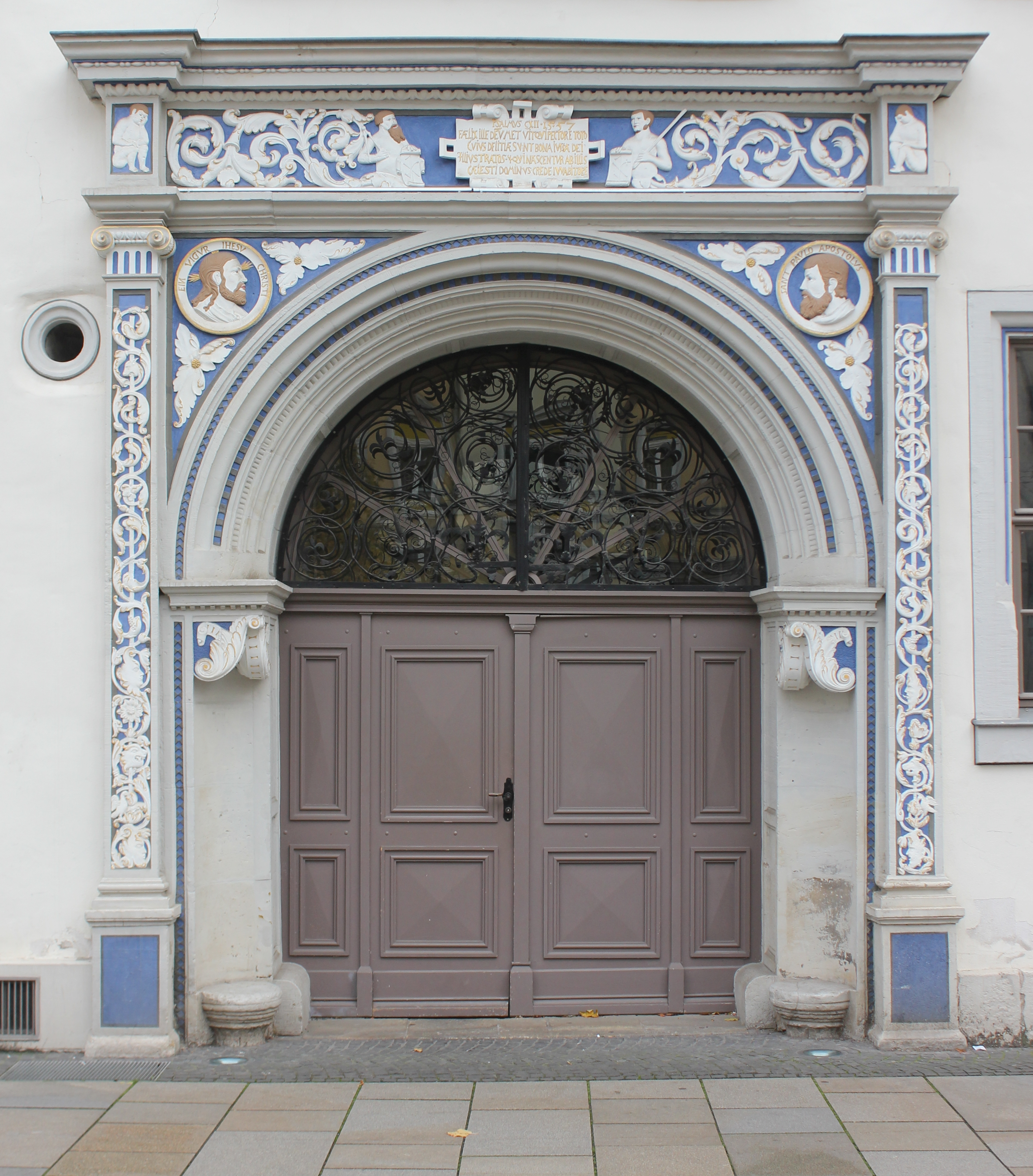
Renaissance-Portal von 1557

Haus Dacheröden bezeichnet ein großes, dreigeschossiges historisches Bürgerhaus in Erfurt im Anger 37–38, das früher aus zwei Häusern bestand: Es ist in der Liste der Kulturdenkmale in der Stadtmitte (Erfurt, A–J) eingetragen.

## Geschichte

### 1557 „Haus zum Großen und Neuen Schiff“
Das Haus Anger 37 hieß ursprünglich Haus zum Großen und Neuen Schiff. Es wurde 1557 nach Planung des Architekten Blasius Hennigk im Renaissancestil erbaut. Es hat ein reich profiliertes Rundbogenportal, das beidseitig durch verzierte Pilaster flankiert wird, die ein kräftiges und ebenfalls reichverziertes Abschlussgesims tragen. In den Zwickeln befinden sich Profilköpfe von Christus und Paulus. In der achten Fensterachse befindet sich ein Erker, der über der Dachkante in einen oktogonalen Turmaufsatz führt und eine barocke, welsche Haube trägt. Möglicherweise handelte es sich früher um einen Eck-Erker des Hauses Nr. 37.
Im 18. Jahrhundert war das Haus der Wohnsitz der Familie von Dacheröden. Karl Friedrich von Dacheröden, Präsident der Erfurter Akademie gemeinnütziger Wissenschaften, machte es zu einem Mittelpunkt des geistigen und kulturellen Lebens in Erfurt. Dort verkehrten Karl Theodor von Dalberg, Johann Wolfgang von Goethe und Friedrich Schiller. Im Jahre 1789 vermählte sich Wilhelm von Humboldt mit Caroline von Dacheröden im Haus Dacheröden. Im gleichen Jahr fand dort die Verlobung Schillers mit Charlotte von Lengefeld statt.

### Das „Haus Zum güldenen Hecht“
Das Haus Anger 38 hieß früher das Spoenlasche Haus Zum güldenen Hecht. Sebastian Lucius erbte es 1814 von der Witwe H. Chr. Spoenlas, einer geborenen Lucius.

### 1832 Wohnhaus und Firmensitz der Familie Lucius
1832 erwarb Sebastian Lucius das Dacherödensche Haus zum Großen und Neuen Schiff, verband beide Häuser miteinander und versah sie mit einer einheitlichen Fassade. Über dem rechten Portal wurde der Schriftzug „gegr. 1763“ angebracht, der sich auf das Textilunternehmen Joh. Anton Lucius bezog, das nun hier seinen Hauptsitz nebst Wohnungen hatte. Von hier aus wurde auch der Versand der importierten englischen Garne und eigenproduzierten Textilien abgewickelt. Zu diesem Zweck wurden in den 1830er-Jahren Anbauten errichtet.
Die Familie Lucius brachte bedeutende Persönlichkeiten in Wirtschaft und Politik hervor und gründete u. a. die heutige Lucius-Hebel-Stiftung, ein Altersheim sowie eine Niederlassung der Franziskanerinnen. Noch bis 1945 hieß das gesamte Haus Lucius-Haus.

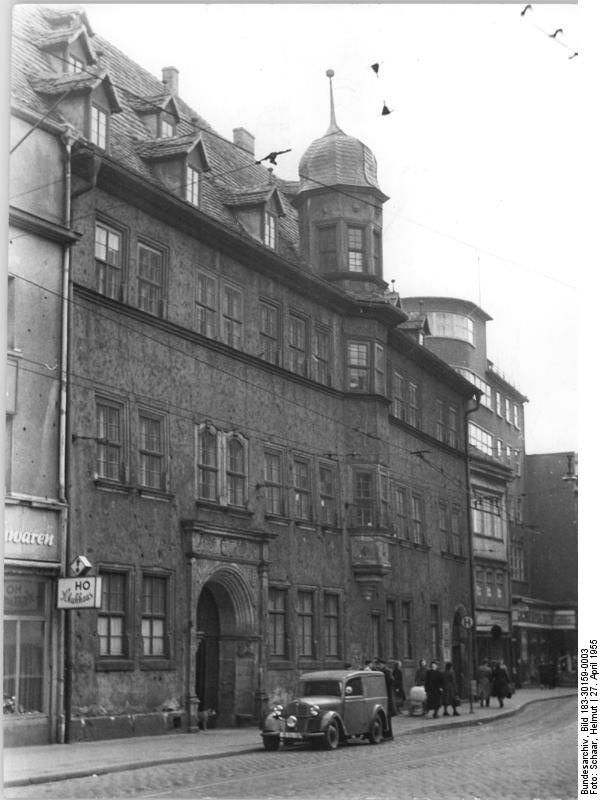
Haus Dacheröden im Jahr 1955

1928 wurde an das Haus eine Gedenktafel angebracht, die an die Besuche von Wilhelm von Humboldt, Alexander von Humboldt, Friedrich Schiller, Johann Wolfgang von Goethe, Otto von Bismarck und Helmuth J. l. von Moltke erinnerte.

### 1945 Kommunales Kulturzentrum „Haus Dacheröden“
Nach dem Zweiten Weltkrieg wurde das Lucius-Haus unter Druck an den Vordruck-Leitverlag der DDR verkauft, und in Erinnerung an den früheren Akademiedirektor Karl Friedrich von Dacheröden in Haus Dacheröden umbenannt. Später übernahm es die Stadt Erfurt und nutzte es als Kulturzentrum und Literaturhaus.
In den Jahren 2005 bis 2006 erfolgte eine durchgreifende Sanierung. Danach brannte am 24. August 2006 der Dachstuhl vollkommen aus. Nach der erneuten Sanierung wird das Haus wie zuvor wieder als Kulturveranstaltungsort der Stadt Erfurt genutzt. Seit Januar 2017 betreibt es der Literaturverein Erfurter Herbstlese als Hauptmieter.